# Adolf V. (Holstein-Segeberg)

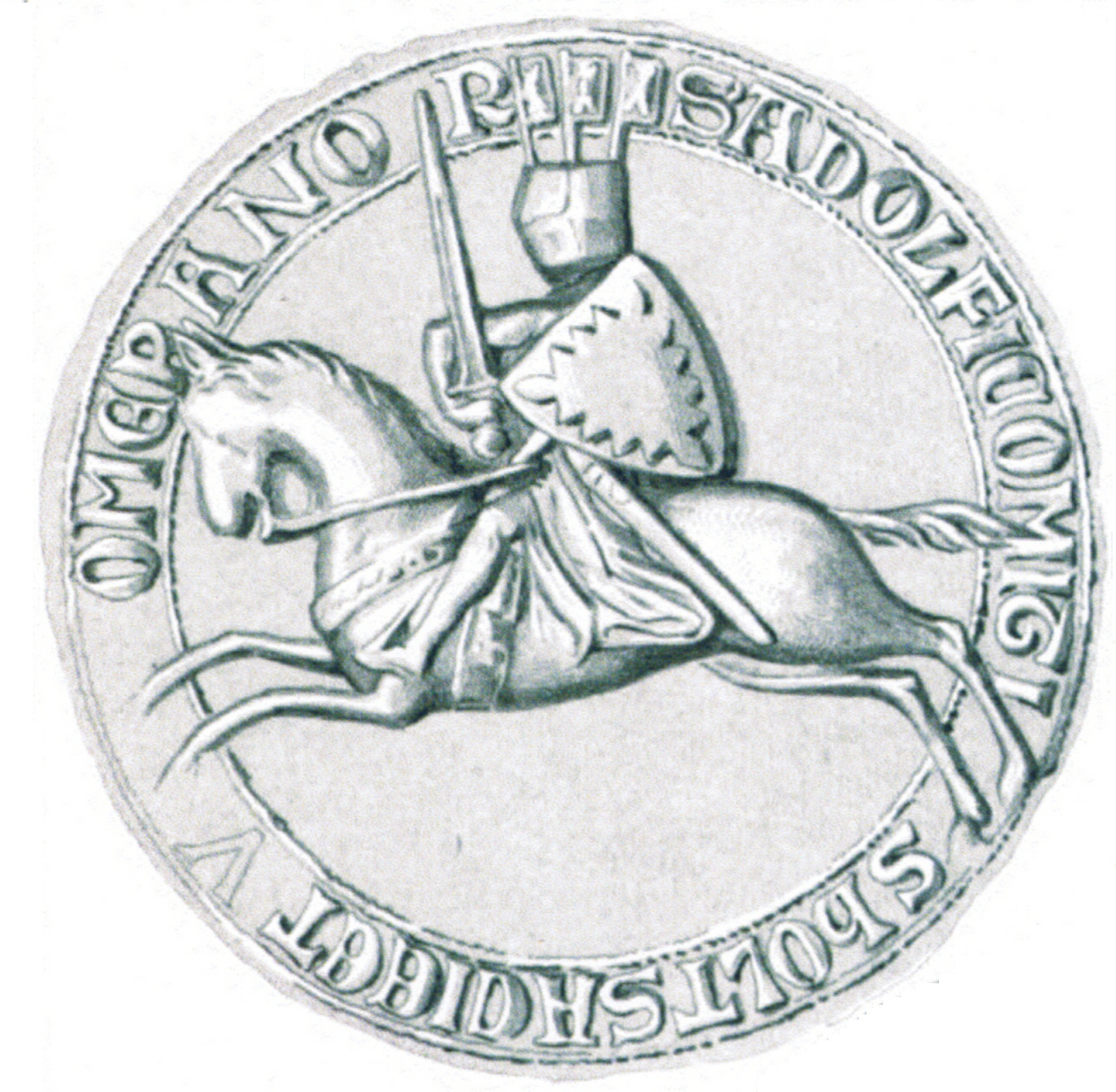
Siegel des Adolf V. aus der Zeit um 1273

Graf Adolf V. der Pommerer (* um 1252; † 1308) war Graf von Holstein-Kiel (1263–1273) und Graf von Holstein-Segeberg (1273–1308) aus dem Geschlecht der Grafen von Schauenburg und Holstein.

## Leben
Er war der ältere der beiden Söhne des Grafen Johann I. von Holstein und der Elisabeth von Sachsen-Wittenberg. Beim Tod seines Vaters war er noch minderjährig.
1273 kam es zu einer Landesteilung zwischen Adolf V. und seinem Bruder Johann II. auf der einen Seite und ihrem Onkel Gerhard I. von Holstein-Itzehoe auf der anderen Seite, wobei Gerhard I. sich die Grafschaft Schaumburg sicherte. Adolf V. und Johann II. wiederum teilten den ihnen zugefallenen Bereich der Grafschaft Holstein nochmals. Dabei erhielt Adolf V. ein sich vom Plöner See bis zur Elbe erstreckendes Gebiet sowie nordwestlich von Hamburg umfangreiche Ländereien im Unterelberaum. Er nannte sich in seinen Urkunden fortan Graf von Holstein und Stormarn. Seinen Hauptsitz nahm er auf der mächtigsten Burg der Grafschaft, der Siegesburg auf dem Segeberger Kalkberg. In der Historiographie wird seine nur kurze Zeit existierende Teilgrafschaft daher auch der Segeberger Anteil genannt. Er starb 1308. 
Da Adolf keinen Sohn hatte, schlossen sein Bruder Johann II. der Einäugige und dessen in 1314 bzw. 1315 umgekommenen Söhne Christoph und Adolf bereits am 4. April 1304 einen Erbvertrag mit Gerhard und Heinrich, zwei Söhnen von Gerhard I. von Holstein-Itzehoe. Doch kam es nach Adolfs Tod zu Erbstreitigkeiten.

## Ehe und Nachkommen
Adolf V. war mit Euphemia von Pommerellen (ca. 1260–1317), der Tochter von Mestwin II. verheiratet.
- Elisabeth von Schauenburg († 1318) ⚭ 1307 Graf Burchard I. von Lindow.

## Siegel
(s.Abb.) Umschrift: S(IGILLUM)*ADOLFI*COMITIS*HOLTSACIE*ET*(P)OMERANO (Siegel Adolfs Graf von Holstein und Pommern)